# Xã Elmer, Quận Oscoda, Michigan
Xã Elmer (tiếng Anh: Elmer Township) là một xã thuộc quận Oscoda, tiểu bang Michigan, Hoa Kỳ. Năm 2010, dân số của xã này là 1.138 người.